# Job 3
Job 2 es el tercer capítulo del Libro de Job en la Biblia hebrea o el Antiguo Testamento del cristianismo . El libro es anónimo; la mayoría de los estudiosos creen que fue escrito alrededor del siglo VI a. C. Este capítulo pertenece al prólogo del libro, que comprende Job 1:1-2:13.

## Texto
El texto original está escrito en lengua hebrea. Este capítulo se divide en 26 versículos.

### Testimonios textuales
Algunos manuscritos antiguos que contienen el texto de este capítulo en hebreo pertenecen al texto masorético, que incluye el Códice de Alepo (siglo X) y el Codex Leningradensis (1008).
También existe una traducción al griego koiné conocida como la Septuaginta, realizada en los últimos siglos antes de Cristo; algunos manuscritos antiguos que se conservan de esta versión incluyen el Codex Vaticanus (B; {\displaystyle {\mathfrak {G}}}B; siglo IV), el Codex Sinaiticus (S; BHK: {\displaystyle {\mathfrak {G}}}S; siglo IV) y el Codex Alexandrinus (A; {\displaystyle {\mathfrak {G}}}A; siglo V).

## Análisis
La estructura del libro es la siguiente:
- El prólogo (capítulos 1-2)
- El diálogo (capítulos 3-31)
- Los veredictos (32:1-42:6)
- El epílogo (42:7-17)

Dentro de la estructura, el capítulo 3 se agrupa en la sección Diálogo con el siguiente esquema:
- La maldición y el lamento de Job (3:1–26)
  - La maldición de Job (3:1–10)
  - El lamento de Job (3:11–26)
- Primera ronda (4:1–14:22)
- Segunda ronda (15:1–21:34)
- Tercera ronda (22:1–27:23)
- Interludio: un poema sobre la sabiduría (28:1–28)
- Resumen de Job (29:1–31:40)

La sección del diálogo está compuesta en formato poético, con una sintaxis y una gramática distintivas.

## Job maldice el día en que nació (3:1–10)
Tras el prólogo en prosa de los capítulos 1–2, el narrador del Libro de Job desaparece hasta reaparecer en el capítulo 42, por lo que no hay ningún intérprete que explique la conversación entre los distintos interlocutores y los lectores deben seguir atentamente el hilo del diálogo. Cuando habían pasado siete días desde la llegada de los tres amigos de Job, este finalmente liberó sus «emociones reprimidas» maldiciendo el día en que nació (versículos 2-10), antes de pasar a cuestionar en los versículos 11-26. En todas sus palabras, Job no maldijo directamente a Dios, como había predicho el Adversario (1:11) o había sugerido su esposa (2:9). Nada en la «autocondena» o «autoimprecación» de Job es incompatible con su fe en Dios, Las palabras de Job se entienden mejor como un grito amargo de dolor o protesta ante un dilema existencial, que preserva la fe en medio de una experiencia de desorientación, más que como un conjuro para destruir la creación, debido a la imposibilidad de su cumplimiento literal.

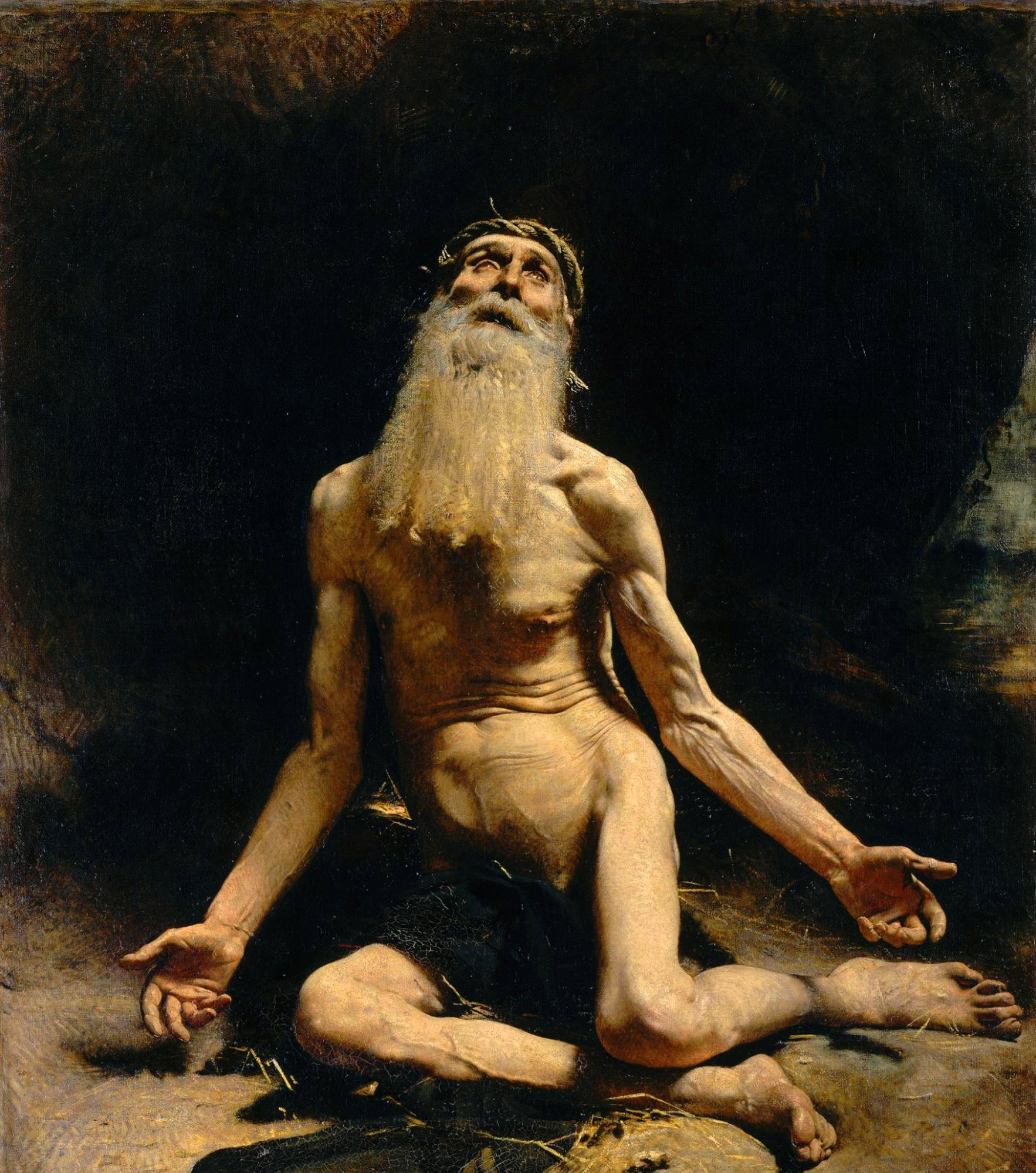
“'Job”' por Léon Bonnat (1880)

### Versículo 1
Después de esto, Job abrió su boca y maldijo el día en que nació.
- «Maldito»: de קָלַל, qalal;[15] la palabra habitual en hebreo para «maldición» se utiliza aquí en lugar del eufemismo בָרַךְ, “'barak”' («bendecir»; cf. 2:5), que se utiliza cuando Dios es el objeto del verbo.[16] Esta es la única maldición que Job pronuncia, aunque a lo largo del libro se acerca desesperadamente a maldecir a Dios (el objetivo que espera el Adversario en Job 2:5), pero hasta el final nunca lo hace.[17]
- «Su día»: traducido literalmente de יוֹמֽוֹ, yō-w-mōw;[15] El contexto deja claro que Job se refería al «día de su nacimiento».[18] La versión siríaca (Peshitta) dice «el día en que nació».[19]

### Versículo 4
[Job dijo:] «Que ese día sea oscuridad;
que Dios, desde lo alto, no lo vea;
que no brille la luz sobre él».
- «Que sea oscuridad»: traducido de יהי חשך, yə-hî ḥō-šeḵ;[21] la redacción que es la antítesis exacta de Génesis 1:3,[22] cuando Dios dijo «haya luz» (יהי אור, yə-hî ’ō-wr;[23]) en el «primer día», para describir el deseo de Job de que «su primer día» fuera oscuridad y, dado que solo Dios tiene esta prerrogativa, Job añade que «Dios en lo alto» no tendría en cuenta ese día.[24]
- «Brillar»: traducido del verbo hebreo עָלָ֣יו, ‘ā-lāw[21] que es el Hiphil de יָפַע, yafa, que aquí significa «hacer brillar».[25] El sujeto de este verbo es el término hapax legomenon נְהָרָה, “'neharah”', «luz», que se deriva del verbo נָהַר, “'nahar”', «brillar» (cf. Isaías 60:5).[25]

## El lamento de Job (3:11-26)
El lamento de Job en esta sección tiene dos partes diferenciadas:
- Job expresa el deseo de no haber nacido nunca, pasando inmediatamente del útero al inframundo (3:11-19).
- Job se centra en la miseria de su vida actual (3:20-26)[16]

Cada parte comienza con la palabra en hebreo לָ֤מָּה, lām-māh, «por qué».
El lamento complementa el grito inicial de Job (versículos 1-10) con una serie de preguntas retóricas: planteando el argumento de que, debido a que había nacido (versículo 10), la primera oportunidad que tuvo de escapar de esta vida de miseria habría sido no haber nacido (versículos 11-12, 16), mientras que en los versículos 13-19 Job considera la muerte como «caer en un sueño tranquilo en un lugar donde no hay problemas». YHWH más tarde plantea sus preguntas a Job (Job 38-41) que le hicieron darse cuenta de que había sido ignorante de los caminos del Señor.

### Versículo 11
[Job dijo:] ¿Por qué no morí al nacer,
¿por qué salí del vientre materno?.
Las dos mitades del versículo utilizan las frases preposicionales («al nacer», literalmente «desde el vientre», y «salir del vientre», literalmente «desde el vientre salí»), ambas en el sentido temporal de «al salir del vientre».
Las «imágenes gemelas de la muerte» en las dos mitades del versículo («morir», «expirar») contrastan con los «dos símbolos de la vida» del versículo 12 («rodillas para recibirme», «pechos para amamantar»).

## Comentarios

### De la Iglesia católica

#### A todo el capítulo
Job comienza su discurso maldiciendo el día de su nacimiento (3,1), lo que introduce el tema central del monólogo: el sufrimiento humano y la aparente falta de sentido de la existencia cuando está marcada por el dolor. Desea que ese día desaparezca, que se hunda en las tinieblas, en contraste con la luz creadora de Gn 1,3 (vv. 3-10). Más adelante (vv. 11-19), expresa que hubiera sido mejor morir al nacer o no haber existido. La muerte aparece como descanso frente a una vida insoportable. En la última parte (vv. 20-26), la pregunta es clara: ¿por qué se da la vida al que sufre? Aunque Dios no es mencionado directamente, el cuestionamiento va dirigido a su designio. Job no encuentra respuesta, pero el hecho de plantearla sugiere que hay un sentido oculto.
Este Job ya no es el del prólogo. Ahora habla con crudeza, discute el valor de la vida, y muestra la incapacidad humana para comprender el sufrimiento. Los antiguos comentaristas discutieron si hubo pecado en estas palabras. Gregorio Magno señaló que, tomadas literalmente, parecen irracionales, pero no expresan una intención impía. Tomás de Aquino y otros defendieron que no hay pecado en desear no vivir cuando se sufre, siempre que no haya deseo de quitarse la vida. También Jeremías maldijo su nacimiento (Jr 20,14-17) sin culpa. En otro contexto, los místicos cristianos desearon la muerte por amor a Dios, como Teresa de Jesús: «Muero porque no muero».
«Los que maldicen el día» (v. 8) son probablemente magos o personas que invocaban maldiciones. Ni siquiera ellos lograrían borrar ese día.

#### A los versículos 11-19
Leviatán era el nombre de un monstruo marino, algo así como una serpiente o dragón, que personificaba el caos de las aguas y encarnaba a las fuerzas maléficas enemigas a Dios.
Job presenta la muerte según la visión tradicional: como un estado sin vida activa, una existencia apagada, casi cercana al no ser. En contraste con el sufrimiento, la muerte aparece como descanso silencioso (v. 13), lejos del ruido de los malvados (v. 17) y de la presión del capataz (v. 18). Allí no hay jerarquías: reyes, ricos, siervos y oprimidos están en el mismo nivel (vv. 14-15.19).
Esta visión contrasta con la revelación cristiana posterior, donde la muerte ya no es sólo descanso, sino entrada a la vida eterna. A partir de Cristo, la muerte abre paso a la resurrección y al premio: «Bienaventurados los muertos que mueren en el Señor... descansan de sus trabajos, porque sus obras los acompañan» (Ap 14,13). «Porque si creemos que Jesús murió y resucitó, de igual manera también Dios, por medio de Jesús, reunirá con Él a los que murieron»  Bernardo de Claraval lo expresa en frase feliz:La muerte del justo es buena por el descanso, mejor por la novedad del gozo, óptima por la seguridad de que será para siempre